# 直皇后
直皇后(ちょくこうごう、生没年不詳) は興祖直皇帝福満の妻で、清の開祖ヌルハチの曾祖母。
出自は果都理巴顏系喜塔臘氏で、ヌルハチの生母宣皇后と同族出身。
子は景祖翼皇帝ギオチャンガ。
順治五年（1648年）に順治帝が福満を興祖直皇帝として追封した際に、同時に直皇后と諡号された。

## 伝記資料
- 『清史稿』
- 『満洲実録』